# Welsh Cup 1877-1878
La Coppa del Galles 1877-1878 fu la prima edizione della competizione. Il trofeo venne vinto dal Wrexham, che sconfisse i Druids per 1-0 nella finale. Vi presero parte 18 compagini.

## Primo Turno
| Squadra locale     | Punteggio                                       | Squadra ospite             | Data             |
| ------------------ | ----------------------------------------------- | -------------------------- | ---------------- |
| Newtown            | 1–1                                             | Druids                     | 13 ottobre 1877  |
| Wrexham            | 3–1                                             | Civil Service (Wrexham)    | 20 ottobre 1877  |
| Bangor             | 1–0                                             | Carnarvon Athletic         | 20 ottobre 1877  |
| Newtown White Star | 1–0                                             | Ruabon                     | 27 ottobre 1877  |
| Oswestry           | 12–0                                            | Chirk                      | 3 novembre 1877  |
| Northwich Victoria | 0–0                                             | Gwersyllt Foresters        | 3 novembre 1877  |
| Corwen             | 0–0                                             | Bala                       | 10 novembre 1877 |
| Aberystwyth Town   | Qualificata per ritiro dell'avversaria          | Swansea RFC                |                  |
| Llangollen         | Qualificata per ritiro dell'avversaria          | 23rd Royal Welch Fusiliers |                  |
| Llanerchrugog      | Qualificata automaticamente al turno successivo |                            |                  |

## Ripetizione
| Squadra locale      | Punteggio | Squadra ospite     | Data             |
| ------------------- | --------- | ------------------ | ---------------- |
| Druids              | 4–0       | Newtown            | 27 ottobre 1877  |
| Gwersyllt Foresters | 4–1       | Northwich Victoria | 10 novembre 1877 |
| Corwen              | 0–0       | Bala               | 14 novembre 1877 |

## Seconda ripetizione
| Squadra locale | Punteggio | Squadra ospite | Data             |
| -------------- | --------- | -------------- | ---------------- |
| Corwen         | 1–0       | Bala           | 17 novembre 1877 |

## Secondo Turno
| Squadra locale      | Punteggio                              | Squadra ospite   | Data             |
| ------------------- | -------------------------------------- | ---------------- | ---------------- |
| Corwen              | 0–7                                    | Bangor           | 15 dicembre 1877 |
| Wrexham             | 1–1                                    | Oswestry         | 22 dicembre 1877 |
| Gwersyllt Foresters | 2–1                                    | Llangollen       | 28 dicembre 1877 |
| Druids              | 3–0                                    | Llanerchrugog    | 5 gennaio 1878   |
| Newtown White Star  | Qualificata per ritiro dell'avversaria | Aberystwyth Town |                  |

### Ripetizione
| Squadra locale | Punteggio | Squadra ospite | Data           |
| -------------- | --------- | -------------- | -------------- |
| Oswestry       | 0–2       | Wrexham        | 5 gennaio 1878 |

## Terzo Turno
| Squadra locale      | Punteggio                                       | Squadra ospite     | Data            |
| ------------------- | ----------------------------------------------- | ------------------ | --------------- |
| Druids              | 1–1                                             | Newtown White Star | 2 febbraio 1878 |
| Gwersyllt Foresters | 0–8                                             | Wrexham            | 9 febbraio 1878 |
| Bangor              | Qualificata automaticamente al turno successivo |                    |                 |

### Ripetizione
| Squadra locale     | Punteggio | Squadra ospite | Data            |
| ------------------ | --------- | -------------- | --------------- |
| Newtown White Star | 1–1       | Druids         | 9 febbraio 1878 |

### Seconda ripetizione
| Squadra locale | Punteggio | Squadra ospite     | Data             |
| -------------- | --------- | ------------------ | ---------------- |
| Druids         | 3–0       | Newtown White Star | 23 febbraio 1878 |

## Semifinale
| Squadra locale | Punteggio                                       | Squadra ospite | Data         |
| -------------- | ----------------------------------------------- | -------------- | ------------ |
| Bangor         | 0–0                                             | Druids         | 2 marzo 1878 |
| Wrexham        | Qualificata automaticamente al turno successivo |                |              |

### Ripetizione
| Squadra locale | Punteggio | Squadra ospite | Data         |
| -------------- | --------- | -------------- | ------------ |
| Bangor         | 0–1 (dts) | Druids         | 9 marzo 1878 |

## Finale
| Arbitro: | J. W. Thomas |

|                  |           |  |
| James Davies 90’ | Marcatori |  |